# Palonki
Palonki – wieś w Polsce, położona w województwie świętokrzyskim, w powiecie buskim, w gminie Busko-Zdrój.
W latach 1975–1998 miejscowość administracyjnie należała do województwa kieleckiego.

## Integralne części wsi
| SIMC    | Nazwa         | Rodzaj    |
| ------- | ------------- | --------- |
| 0232437 | Osada Młyńska | część wsi |

## Historia
W wieku XIX wieś opisano jako Palonki alias Palonka, Przyborów, – wieś i folwark, w powiecie stopnickim gminie Gnojno, parafii Janina. 
W 1827 r. było 27 domów., 215 mieszkańców. 
W roku 1880 Folwark posiadał 455 morg ziemi, należał do dóbr Balice, wieś natomiast miała 87 osad, na 239 morgach. 
Lata 40. XX w.

W 1945 roku, grupa operacyjna Ministerstwa Bezpieczeństwa Publicznego na południe od Palonek stoczyła potyczkę z oddziałem Narodowych Sił Zbrojnych. Przy drodze z Palonek do Kotek znajduje się pomnik, powstały w czasach Polski Ludowej, związany z tym wydarzeniem, na którym umieszczono napis: 

W MAJU 1945 NA TERENIE PALONEK-BUD i KOTEK W WALCE o UTRWALENIE WŁADZY LUDOWEJ POLEGLI FUNKCJONARIUSZE MO i SB -SZER BANACH TADEUSZ LAT 20
–SZER FIGURA ROMAN-SZER KACZMARSKI BOLESŁAW -SZER STRZELEC JAN-SZER WACHNICKI TADEUSZ-SZER WÓJCIK MICHAŁ-SZER WÓJCIK WŁADYSŁAW-SZER PALUCH EUGENIUSZ-KPR ZAŁĘCKI FRANCISZEK-ORAZ TOW KAWECKI FRANCISZEK – SEKR POP PPR W KOTKACH-CZEŚĆ ICH PAMIĘCI.- W XXV ROCZNICE POWSTANIA PRL